# Петер, Фабьенн
Фабьенн Петер (фр. Fabienne Peter) — швейцарская хоккеистка, выступающая за EHC Basel KLH Ladies с 2018 года.
Осенью 2018 года Петер стала первой трансгендерной женщиной, сыгравшей в швейцарской хоккейной лиге. В ответ на ее заявку на вступление в женскую команду EHC Basel Швейцарская ассоциация хоккея на льду единогласно утвердила политику, которая позволяла трансгендерным игрокам принимать участие в спорте, основываясь на рекомендациях Международного олимпийского комитета.